# Eleocharis dulcis
La castaña de agua china, apulid en el español filipino, o simplemente castaña de agua (Eleocharis dulcis) es una planta de la familia Cyperaceae.

## Características

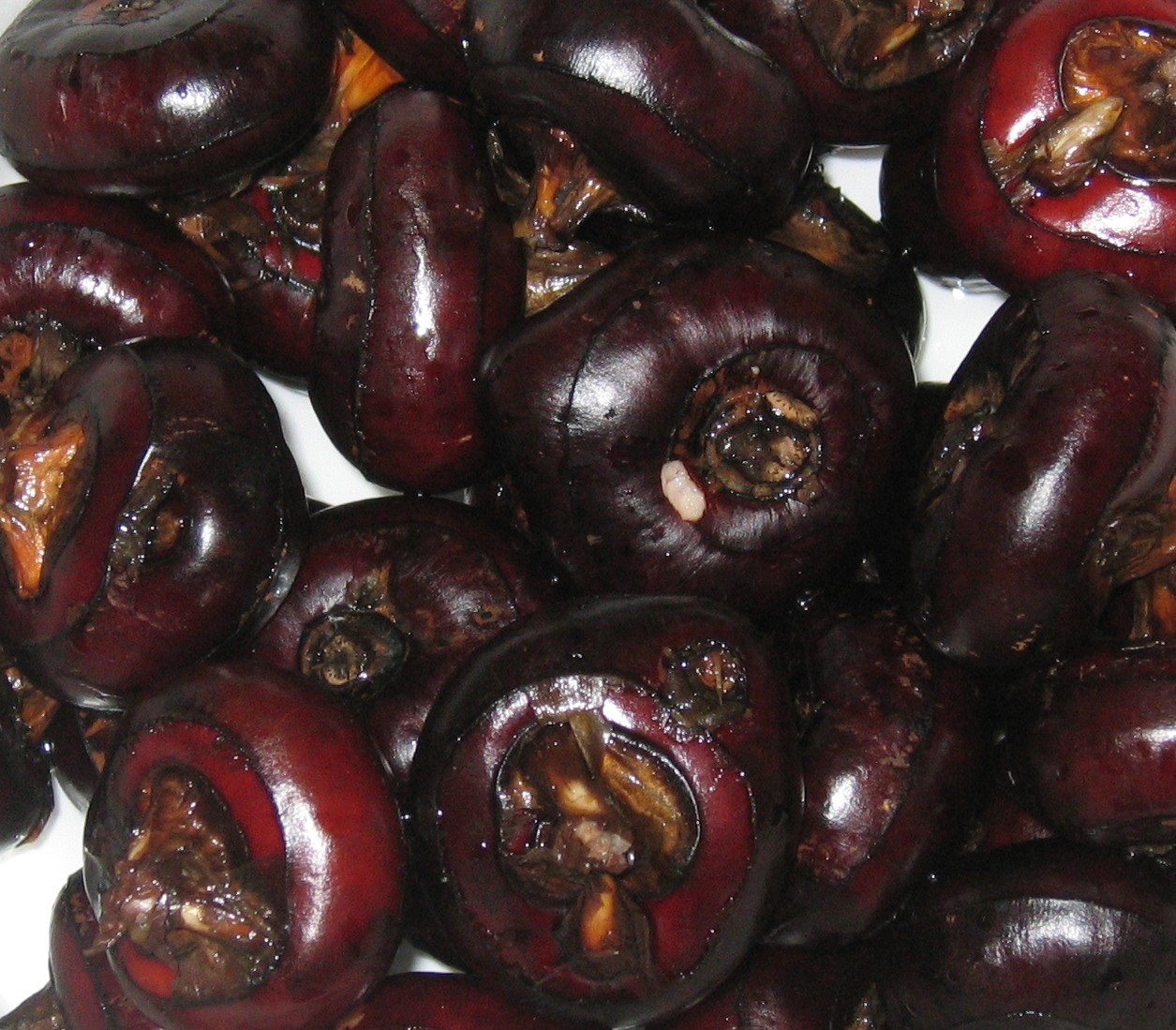
Bulbos de la castaña de agua (Eleocharis dulcis)

Los bulbos de la planta son las castañas de agua, con una pulpa blanca crujiente que se puede consumir cruda, ligeramente hervida, a la parrilla, en escabeche o en conserva. Esta planta viene de China.  Se la cultiva en arrozales inundados. También se la conoce con el nombre de potoc de Filipinas.
Esta planta no debe ser confundida con la especie Trapa natans, la cual igualmente se denomina como castaña de agua.